# Championnat de Formula Nippon 2010
Navigation
Édition précédente Édition suivante
Le championnat de Formula Nippon 2010 est la 15e saison de la Formula Nippon. Elle débute le 18 avril et s'achève le 7 novembre 2010. 

## Engagés
| Écurie                       | #  | Pilote                 | Moteur      |
| ---------------------------- | -- | ---------------------- | ----------- |
| Docomo Team Dandelion Racing | 1  | Loïc Duval             | Honda HR10E |
| Docomo Team Dandelion Racing | 2  | Takuya Izawa           | Honda HR10E |
| Kondo Racing                 | 3  | Tsugio Matsuda         | Toyota RV8K |
| Team LeMans                  | 7  | Kei Cozzolino          | Toyota RV8K |
| Team LeMans                  | 8  | Hiroaki Ishiura        | Toyota RV8K |
| HFDP Racing                  | 10 | Koudai Tsukakoshi      | Honda HR10E |
| Motul Team                   | 16 | Yuji Ide               | Honda HR10E |
| KCMG                         | 18 | Katsuyuki Hiranaka     | Toyota RV8K |
| Team Impul                   | 19 | João Paulo de Oliveira | Toyota RV8K |
| Team Impul                   | 20 | Kohei Hirate           | Toyota RV8K |
| Deliziefollie/Cerumo-Inging  | 29 | Takuto Iguchi          | Toyota RV8K |
| Nakajima Racing              | 31 | Naoki Yamamoto         | Honda HR10E |
| Nakajima Racing              | 32 | Takashi Kogure         | Honda HR10E |
| Petronas Team TOM'S          | 36 | André Lotterer         | Toyota RV8K |
| Petronas Team TOM'S          | 37 | Kazuya Oshima          | Toyota RV8K |

## Règlement sportif
- L'attribution des points s'effectue selon le barème 10,8,6,5,4,3,2,1. L'auteur de la pole inscrit 1 point.
- Tous les résultats comptent.
- Châssis unique Swift FN09.
- Moteurs Honda et Toyota.

## Courses de la saison 2010
| Date         | Lieu      | Vainqueur              | Nationalité | Voiture      | Écurie              |
| 18 avril     | Suzuka    | Takashi Kogure         | Japon       | Swift-Honda  | Nakajima Racing     |
| 23 mai       | Motegi    | João Paulo de Oliveira | Brésil      | Swift-Toyota | Team Impul          |
| 18 juillet   | Fuji      | Kohei Hirate           | Japon       | Swift-Honda  | Team Impul          |
| 8 août       | Motegi    | Loïc Duval             | France      | Swift-Honda  | Dandelion Racing    |
| 26 septembre | SUGO      | Kazuya Oshima          | Japon       | Swift-Toyota | Petronas Team TOM'S |
| 17 octobre   | Autopolis | André Lotterer         | Allemagne   | Swift-Toyota | Petronas Team TOM'S |
| 7 novembre   | Suzuka    | Loïc Duval             | France      | Swift-Honda  | Dandelion Racing    |
| 7 novembre   | Suzuka    | João Paulo de Oliveira | Brésil      | Swift-Toyota | Team Impul          |
| 13 novembre  | Fuji      | André Lotterer         | Allemagne   | Swift-Toyota | Petronas Team TOM'S |
| 13 novembre  | Fuji      | André Lotterer         | Allemagne   | Swift-Toyota | Petronas Team TOM'S |

## Classement des pilotes
| Classement | Pilote                 | Pays      | Voiture      | Écurie                       | Nombre de points |
| ---------- | ---------------------- | --------- | ------------ | ---------------------------- | ---------------- |
| 1          | João Paulo de Oliveira | Brésil    | Swift-Toyota | Team Impul                   | 47.5             |
| 2          | André Lotterer         | Allemagne | Swift-Toyota | Petronas Team Tom's          | 43               |
| 3          | Loïc Duval             | France    | Swift-Honda  | Docomo Team Dandelion Racing | 39.5             |
| 4          | Takashi Kogure         | Japon     | Swift-Honda  | Nakajima Racing              | 38               |
| 5          | Kohei Hirate           | Japon     | Swift-Toyota | Team Impul                   | 25.5             |
| 6          | Kazuya Oshima          | Japon     | Swift-Toyota | Petronas Team Tom's          | 24               |
| 7          | Naoki Yamamoto         | Japon     | Swift-Toyota | Nakajima Racing              | 20.5             |
| 8          | Hiroaki Ishiura        | Japon     | Swift-Toyota | Team LeMans                  | 16               |
| 9          | Koudai Tsukakoshi      | Japon     | Swift-Honda  | HFDP Racing                  | 9                |
| 10         | Kei Cozzolino          | Italie    | Swift-Toyota | Team LeMans                  | 8                |
| 11         | Takuya Izawa           | Japon     | Swift-Honda  | Docomo Team Dandelion Racing | 7                |
| 12         | Katsuyuki Hiranaka     | Japon     | Swift-Toyota | KCMG                         | 4                |
| 13         | Takuto Iguchi          | Japon     | Swift-Toyota | Deliziefollie/Cerumo-Inging  | 3                |
| 14         | Tsugio Matsuda         | Japon     | Swift-Toyota | Kondo racing                 | 1                |
| 15         | Yuji Ide               | Japon     | Swift-Honda  | Motul Team                   | 1                |